# Show Me Your Love (песня Тины Кароль)
Show Me Your Love (с англ. — «Покажи мне свою любовь») — сингл украинской певицы Тины Кароль, с которым она выступила на конкурсе песни Евровидение 2006. Авторами музыки являются Михаил Некрасов и сама Тина Кароль, автор слов — Павел Шилько (DJ Паша). Заглавный трек одноимённого альбома певицы, вышедшего в мае того же года.

## Описание
Первоначально песня носила название «I Am Your Queen» (с англ. — «Я твоя королева») и именно под ним прошла украинский отбор. В полуфинале Тина набрала 146 баллов и уверенно перешла в решающий раунд. Там Тина выступила под 18-м номером, получила 145 голосов зрителей и заняла итоговое 7-е место, что автоматически принесло Украине место в финале следующего конкурса. Она получила высшие 12 баллов от Португалии, по 10 от России, Армении и Белоруссии.

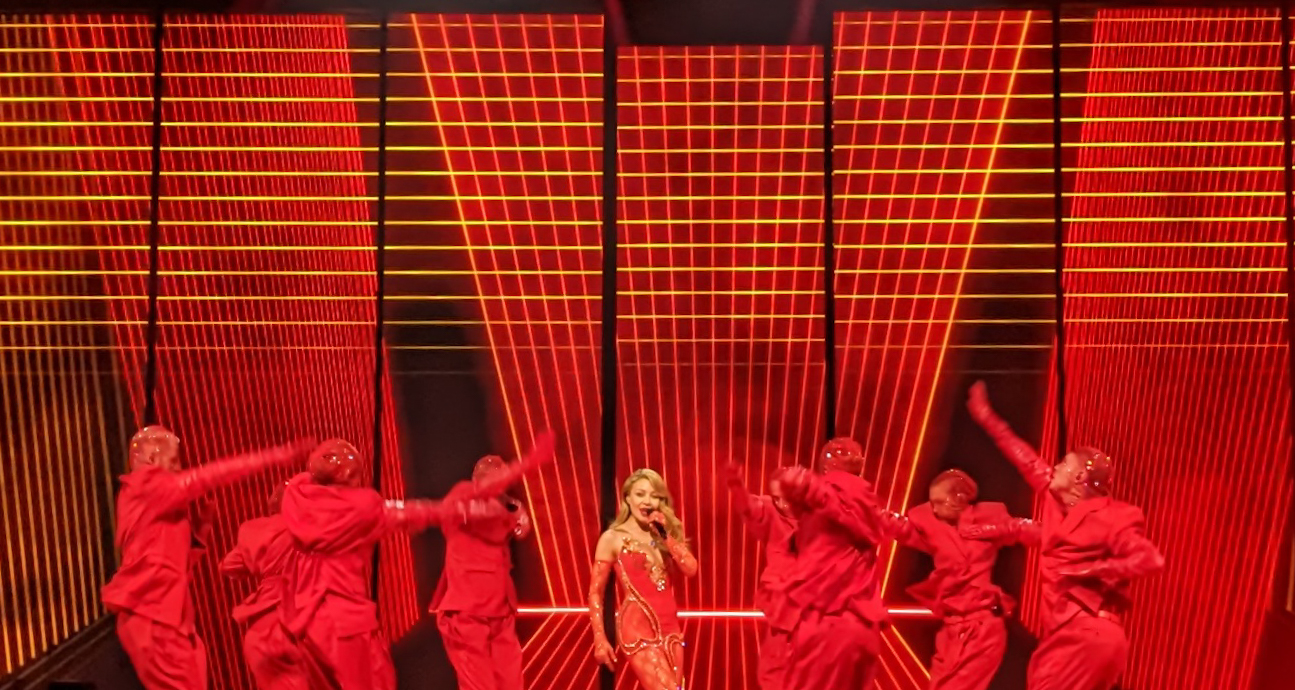
Тина Кароль с песней «Show Me Your Love» в финале Евровидения-2023 в Ливерпуле.

13 мая 2023 года Тина Кароль выступила в финале Евровидения в Ливерпуле. Певица выступила во время парада флагов 26 стран-финалистов, исполнив свою песню Show Me Your Love в современной обработке. На сцене Евровидения певица появилась в роскошном красном платье от украинского дизайнера Ивана Фролова.

## Музыкальное видео
Клип снимался в одном из популярных киевских ресторанов «Кайф» и в ночном клубе «Помада». Режиссёром выступил Герман Глинский, ранее успешно работавший с певицей. Хотя сценарий был утверждён, во время съёмок Кароль с удовольствием импровизировала. Кроме самой Тины, в клипе есть балет. Спектакль поставил её продюсер Олег Чёрный. Тина активно участвовала и в режиссуре: «Поскольку моя песня о любви, мы решили не сужать историю только отношениями между мужчиной и женщиной. Мы покажем представителей разных возрастов».

## Список композиций
| №  | Название                               | Длительность |
| -- | -------------------------------------- | ------------ |
| 1. | «Show Me Your Love»                    | 2:55         |
| 2. | «Show Me Your Love» (Remix Radio Edit) | 3:35         |
| 3. | «Show Me Your Love» (Remix Club Edit)  | 5:20         |

| №  | Название            | Режиссёр        | Длительность |
| -- | ------------------- | --------------- | ------------ |
| 1. | «Show Me Your Love» | Герман Глинский | 2:55         |